# Причорноморський артезіанський басейн
Причорноморський артезіанський басейн — локалізований г.ч. у Причорноморській западині.
Підземні води знаходяться у відкладах антропогену, неогену, палеогену і крейди має складну гідрогеологічну структуру. Часто спостерігається формування солоних вод і розсолів (мінералізація понад 10—30 г/л).
Води хлоридного складу з високим вмістом брому і йоду.
Для господарсько-питного водопостачання найбільше використовують неогеновий горизонт.